# فلج اطفال
فلج اطفال (نام علمی: Poliomyelitis)، نوعی بیماری حاد ویروسی است که دستگاه گوارش و در بعضی مواقع دستگاه عصبی مرکزی را درگیر می‌کند. این ویروس، نوعی ویروس نقص ایمنی است.

## علت
این بیماری ناشی از عفونت با پولیوویروس (Poliovirus) است. خانوادهٔ این ویروس دارای ۳ سویه است و تا پیش از انجام واکسیناسیون جهانی علیه ویروس پولیو، سویهٔ ۱ این ویروس، ۸۵ درصد موارد این بیماری را شامل می‌شد. ویروس پولیو از دستهٔ انتروویروسها (Enterovirus) و از خانوادهٔ پیکورناویریده (Picornaviridae) است.

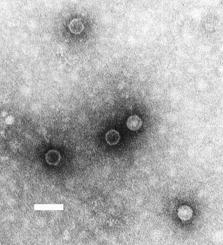
ویروس پولیو در زیر میکروسکوپ الکترونی

## راه انتقال
ویروس پولیو تنها از انسان به انسان منتقل می‌شود و راه انتقال این ویروس دهانی ـ دهانی یا مدفوعی ـ دهانی است.

## همه‌گیرشناسی
تا پیش از انجام واکسیناسیون جهانی، همه‌گیری‌های این بیماری در ماه‌های تابستان و به‌خصوص در نیمکرهٔ شمالی رخ می‌داد. در سال ۱۹۵۲، یعنی ۳ سال پیش از آن‌که اولین واکسن بر ضد این بیماری تأیید شود، ۲۱٬۰۰۰ مورد کودک مبتلا به فلج اطفال در آمریکا به ثبت رسید.
میزان بروز این بیماری در آمریکا پس از شروع واکسیناسیون با استفاده از واکسن غیرفعال‌شدهٔ پولیو (Inactivated polio vaccine) (IPV) در سال ۱۹۵۵ و پس از آن واکسن زندهٔ خوراکیِ پولیو (live oral polio vaccine) (OPV) در سال ۱۹۶۰ کاهش چشمگیری یافت. آخرین مورد فلج اطفال در آمریکا ناشی از ویروس وحشی پولیو در سال ۱۹۷۹ رخ داد.

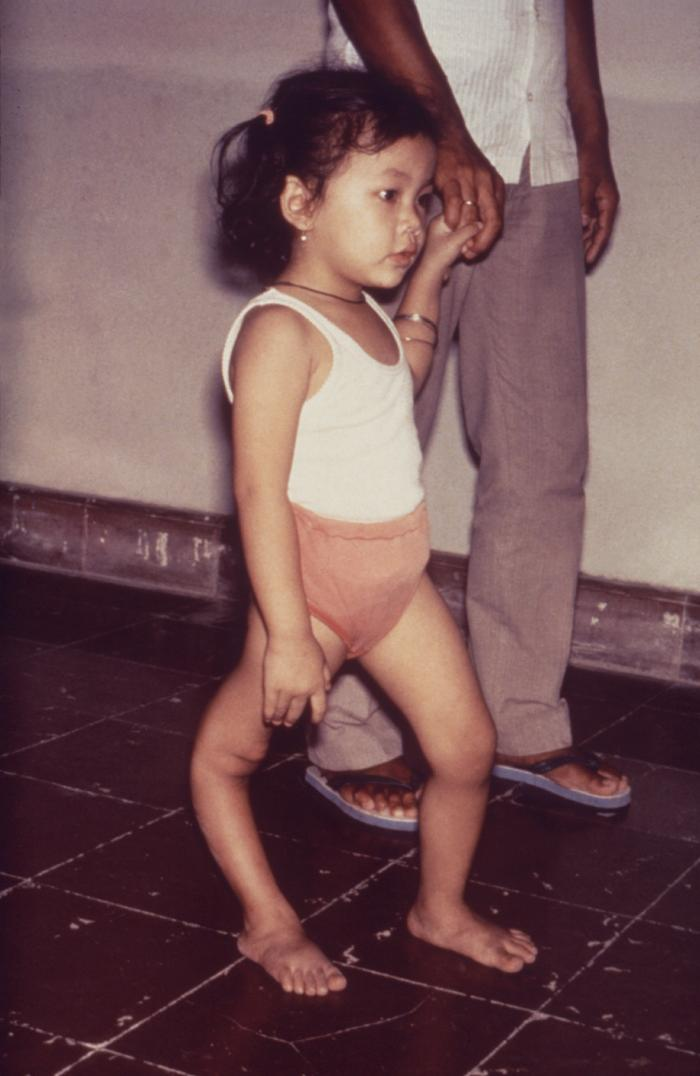
کودک مبتلا به فلج اطفال

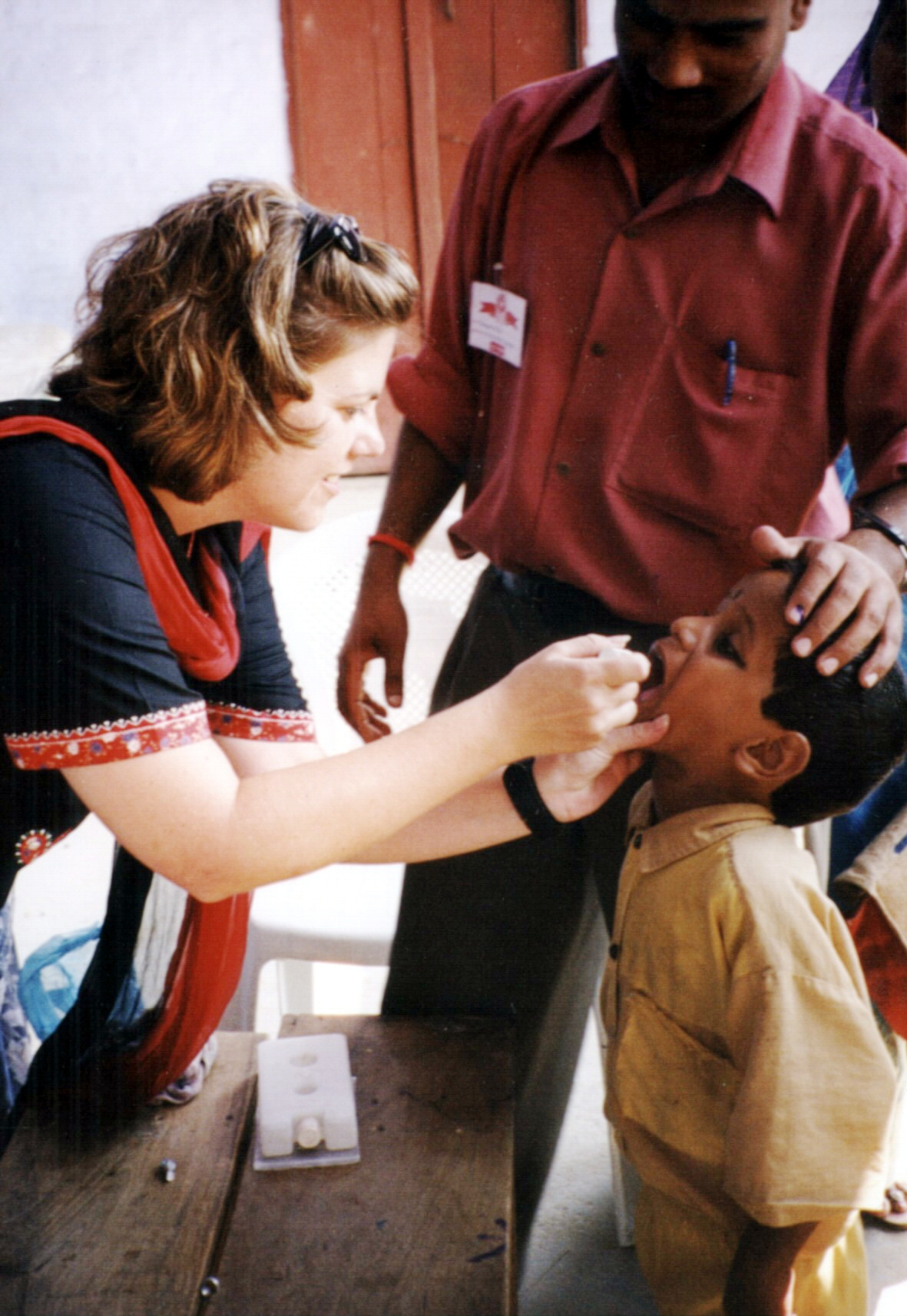
انجام واکسیناسیون با استفاده از واکسن خوراکی در هندوستان

## ریخت‌شناسی
ویروس پولیو اساساً باعث درگیری نورون‌های حرکتی و اتونوم می‌شود. تخریب نورون‌ها با تجمع سلول‌های التهابی مانند لنفوسیت‌ها، ماکروفاژها و لوکوسیت‌های چند هسته‌ای (Polymorphonuclear leukocytes) همراه است. این ضایعات به‌طور مشخص در مادهٔ خاکستری شاخ قدامی نخاع، هسته‌های حرکتی پونز و پیاز نخاعی یافت می‌شوند.

## نمای بالینی

### دورهٔ کمون
دورهٔ کمون این ویروس از زمان برخورد فرد با ویروس تا شروع علائم پیش‌درآمد (Prodrome)(علائم شبه‌آنفلوانزا) بین ۹ تا ۱۲ روز است و تا زمان ایجاد فلج بین ۱۱ تا ۱۷ روز طول می‌کشد. این ویروس را همچنین می‌توان تا حداکثر ۱۹ روز پیش از ایجاد فلج از مدفوع بیماران جدا کرد. البته آسیب به اعصاب دائمی است و تا آخر عمر باقی می‌ماند.

### تظاهرات بالینی مرحلهٔ ایجاد عفونت
تظاهرات بالینی عفونت با ویروس پولیو از یک بیماری ناپیدا و غیر مشخص تا فلج شدید و مرگ متغیر است. حداقل ۹۵ درصد از موارد عفونت ناپیدا و غیر مشخص و بدون علائم بالینی هستند و تنها به‌وسیلهٔ جدا کردن ویروس از مدفوع یا گلو یا از طریق افزایش سطح پادتن‌های سرمی تشخیص داده می‌شوند.

#### پولیومیلیت غیرمؤثر
پولیومیلیت غیرمؤثر با نام علمی Abortive poliomyelitis در ۴ تا ۸ درصد موارد عفونت اتفاق می‌افتد و با تب، سردرد، گلودرد، بی‌اشتهایی، استفراغ و درد شکمی مشخص می‌شود که ۲ تا ۳ روز ادامه می‌یابد. این بیماران فاقد علائم عصبی هستند. این نوع عفونت ناشی از ویروس پولیو از یک عفونت ویروسی اکتسابی از جامعه غیرقابل افتراق است.

#### پولیومیلیت غیرفلجی
پولیومیلیت غیرفلجی با نام علمی Nonparalytic Poliomyelitis دارای همان علائم پولیومیولیت غیرمؤثر است با این تفاوت که علاوه بر آن‌ها این بیماران دارای علائم تحریک مننژ (Meningeal irritation) نیز هستند. البته این علائم دارای شدت بیشتری هستند. پولیومیلیت غیرفلجی را نمی‌توان از یک مننژیت آسپتیک (Aseptic Meningitis) که توسط دیگر انواع انتروویروس‌ها ایجاد شده باشد افتراق داد.

#### پولیومیلیت فلجی نخاعی
پولیومیلیت فلجی نخاعی با نام علمی Spinal Paralytic Poliomyelitis تنها در ۰٫۱ درصد کل موارد عفونت با ویروس پولیو اتفاق می‌افتد. علائم این نوع از بیماری در دو مرحله بروز می‌کند و تحت عنوان مراحل کوچک و بزرگ بیماری (Minor and major illnesses) نام‌گذاری شده‌اند.
- مرحلهٔ کوچک بیماری: در این مرحله که هم‌زمان با نفوذ ویروس پولیو به داخل جریان خون است، علائمی همانند مرحلهٔ پولیومیلیت غیرمؤثر آشکار می‌شود. این علائم ۱ تا ۳ روز به درازا می‌کشد و سپس یک بهبودی موقت ۲ تا ۵ روزه ایجاد می‌شود. به دنبال این بهبودی موقت مرحلهٔ بزرگ بیماری آغاز می‌شود.[۹]
- مرحلهٔ بزرگ بیماری: در این مرحله دوباره تب، سردرد، درد ماهیچه، استفراغ، سفتی گردن، علائم تحریک مننژ و افزایش سلول‌های التهابی در مایع مغزی-نخاعی ایجاد می‌شود و پس از آن فلج ماهیچه‌ها آغاز می‌شود. شدت فلج ماهیچه‌ها بسیار متغیر است و از فلج در قسمتی از یک ماهیچه تا فلج کلی چهار اندام متغیر است. فلج از نوع شل (Flaccid) و غیرقرینه است. رفلکس‌های عصبی نیز ابتدا شدت می‌یابند ولی در نهایت از بین می‌روند.[۹]

#### پولیومیلیت فلجی بولبار (پیازی)
پولیومیلیت فلجی بولبار با نام علمی Bulbar Paralytic Poliomyelitis نوعی از بیماری است که در آن گروهی از ماهیچه‌ها که توسط اعصاب مغزی عصب‌دهی می‌شوند فلج می‌شود. این واقعه به‌خصوص در مورد ماهیچه‌های کام نرم و حلق ایجاد می‌شود و باعث دیسفاژی، صحبت کردن تودماغی و در برخی موارد تنگی نفس می‌شود. اعصاب نهم و دهم مغزی شایع‌ترین اعصاب درگیر هستند. بیمار به دلیل ناتوانی در بلع و تنفس، بسیار آژیته و بی‌قرار می‌شود.

#### پولیوانسفالیت
انسفالیت ویروسی ناشی از ویروس پولیو در ابتدا خود را با گیجی و اختلال در تمرکز نشان می‌دهد. این عارضه ناشایع است و اکثراً در نوزادان بروز می‌کند. در این عارضه تشنج شایع است و برخلاف پولیومیلیت فلجی نخاعی، این عارضه ایجاد فلج اسپاستیک می‌کند.

## انواع واکسن‌ها
دو نوع واکسن جهت پیشگیری از فلج اطفال وجود دارد:
- واکسن تزریقی: این واکسن اولین واکسنی بود که بر ضد فلج اطفال تهیه شد. این واکسن از ویروس کشته‌شده و غیرفعال‌شدهٔ پولیو تهیه شده بود و تزریقی بود.

این واکسن را به‌نام IPV نیز می‌شناسند که خلاصه‌شدهٔ Inactivated polio vaccine است.
- واکسن خوراکی: این واکسن چند سال پس از واکسن تزریقی تهیه شد و حاوی ویروس ضعیف‌شده بود. این واکسن را OPV که خلاصه‌شدهٔ Oral polio vaccine است نیز می‌نامند.

واکسن خوراکی پولیو به دلایلی که در زیر ذکر می‌شود بر واکسن تزریقی ترجیح داده شد:
- ایجاد ایمنی گوارشی بهتر (Better intestinal immunity)
- واکسیناسیون غیرفعال افراد از طریق انتقال ویروس ضعیف‌شده بین افراد
- سادگی مصرف
- هزینهٔ کمتر تهیه

البته یکی از عوارض واکسن خوراکی، ایجاد پولیومیلیت ناشی از واکسن ضعیف‌شده (Vaccine-associated paralytic poliomyelitis) است. از سال ۱۹۶۱ تا سال ۱۹۸۹ به‌طور متوسط سالانه ۹ نفر در آمریکا دچار عارضهٔ فلج ناشی از ویروس ضعیف‌شدهٔ واکسن شدند. به همین دلیل در سال ۱۹۹۹ تغییری در سیاست واکسیناسیون فلج اطفال در آمریکا به وجود آمد و واکسن تزریقی جایگزین واکسن خوراکی گردید. بدین ترتیب از ۸–۱۰ مورد فلج ناشی از واکسن ویروس ضعیف‌شدهٔ پولیو، جلوگیری به عمل آمد.

## در ایران

### تولید واکسن خوراکی فلج اطفال
تولید واکسن خوراکی فلج اطفال (OPV) در ایران به همت سید حسین میرشمسی (پدر واکسن‌سازی ایران) و عباس شفیعی، بنیان‌گذاری گردید. پس از تولید و کنترل کیفیت چند نمونهٔ اولیهٔ واکسن OPV، این واکسن توسط سازمان جهانی بهداشت و آلبرت سابین مورد ارزیابی قرار گرفت و مؤسسهٔ تحقیقات واکسن و سرم‌سازی رازی در سال ۱۹۷۲ میلادی موفق به دریافت مجوز تولید به عنوان ششمین کشور تولیدکنندهٔ واکسن خوراکی فلج اطفال در جهان گردید. از آن زمان تا کنون قریب به کل واکسن مصرفی در ایران توسط مؤسسهٔ رازی تولید گردیده‌است. تا کنون مطالعاتی بر روی بهینه‌سازی شرایط تولید و فرمولاسیون و ارزیابی این فراورده صورت پذیرفته‌است. واکسن تولیدی در مؤسسهٔ رازی در بستر سلولی دیپلوئید انسانی MRC-5 تهیه می‌گردد. استفاده از بسترهای سلولی مطمئن از جمله سلول‌های دیپلوئید MRC-5 و WI38 می‌تواند از خطر انتقال عوامل ناخواسته بکاهد. از سال ۱۹۹۷ میلادی هیچ سویهٔ وحشی داخلی (indigenous) و از سال ۲۰۰۱ میلادی هیچ موردی با منشأ خارجی (Exogenous) از ایران جدا نگردیده‌است. با توجه به برنامهٔ سازمان جهانی بهداشت (WHO) در جایگزینی واکسن سه‌ظرفیتی فلج اطفال tOPV با واکسن دوظرفیتی فلج اطفال bOPV مؤسسهٔ رازی از سال ۲۰۱۳ میلادی اقدام به تولید این فراورده نموده‌است.

### واکسیناسیون فلج اطفال در ایران
بر اساس برنامهٔ ایمن‌سازی همگانی کودکان مصوب کمیتهٔ کشوری ایمن‌سازی وزارت بهداشت، درمان ایران که از ابتدای سال ۱۳۷۳ به اجرا درآمد، واکسیناسیون در کشور ایران بر ضد فلج اطفال با استفاده از واکسن زندهٔ خوراکی پولیو ((OPV) صورت می‌گیرد.
برنامهٔ واکسیناسیون فلج اطفال نوزادان:
واکسن خوراکی به ترتیب در بدو تولد، ۲ ماهگی، ۴ ماهگی، ۶ ماهگی، ۱۸ ماهگی و ۶ سالگی به کودک خورانده می‌شود.
برنامهٔ واکسیناسیون فلج اطفال کودکان زیر ۷ سال که به‌موقع مراجعه نکرده‌اند:
واکسن خوراکی به‌ترتیب در بدو مراجعه، یک ماه، دو ماه و شش ماه تا یک سال پس از اولین نوبت و همچنین در ۶ سالگی به کودک خورانده می‌شود.
برنامهٔ واکسیناسیون فلج اطفال کودکان ۷ ساله و بالاتر که به‌موقع مراجعه نکرده‌اند:
واکسن خوراکی به‌ترتیب در بدو مراجعه، یک ماه، دو ماه و شش ماه تا یک سال پس از اولین نوبت به کودک خورانده می‌شود.

## برنامهٔ جهانی ریشه‌کنی فلج اطفال
در سال ۱۹۸۸ و در جریان چهل و چهارمین مجمع سازمان جهانی بهداشت، برنامهٔ حذف جهانیِ فلج اطفال به تصویب اعضا رسید. این برنامه در ادامهٔ حذف جهانیِ ویروس آبله در سال ۱۹۸۰ بود. به‌دنبال اجرای این برنامه، سازمان جهانی بهداشت گواهینامهٔ منطقهٔ بدون فلج اطفال (Certified Polio-free) را در سال ۱۹۹۴ به کشورهای قارهٔ آمریکا که شامل ۳۶ کشور است اعطا کرد و به دنبال آن این گواهینامه به کشورهای ساحل غربی اقیانوس آرام که شامل ۳۷ کشور و به همراه کشور چین در سال ۲۰۰۰ اهدا شد. اروپا (دارای ۵۱ کشور) نیز در سال ۲۰۰۲ موفق به دریافت این گواهینامه شد.
در سال ۲۰۰۷ بیش از ۴۰۰ میلیون نفر در ۲۷ کشور و طی ۱۶۴ برنامهٔ تکمیلی ایمن کردن، واکسینه شدند. در اوایل قرن بیست و یکم این ویروس تنها در شمال هند، شمال نیجریه و دو کشور همسایه افغانستان و پاکستان یافت می‌شد. در سال ۲۰۱۴ سازمان بهداشت جهانی اعلام کرد که فلج اطفال در کشورهای جنوب شرق آسیا از جمله هند ریشه‌کن شده‌است. از سال ۲۰۲۰ ابتلا به ویروس وحشی فلج اطفال در آفریقا مشاهده نشده‌است. هم‌اکنون تعداد مبتلایان در سال در حدود چند صد نفر در سال است که اکثراً بر اثر واکسیناسیون است.

## درمان
درمان مشخصی وجود ندارد. در تعداد کمی از موارد، پزشک در ایجاد بهبودی و کمک به بیمار، ناتوان است. این‌که بیمار خواهد توانست قدرت ماهیچه‌ای خود را به دست آورد یا نه، به میزان آسیب دستگاه عصبی بستگی دارد و پزشک در این مورد کار زیادی نمی‌تواند انجام دهد. داروی ضد ویروس خاصی بر ضد ویروس پولیو هنوز در دسترس نیست. در صورت فلج ماهیچه‌های تنفسی، حمایت تنفسی با استفاده از دستگاه تنفس مصنوعی (ونتیلاتور) پیش از آن‌که هیپوکسی ایجاد شود، لازم است. این حمایت معمولاً وقتی حجم حیاتی (Vital capacity) به کمتر از ۵۰ درصد کاهش یابد آغاز می‌شود.

### درمان حمایتی
1. تزریق مایعات داخل وریدی
2. تزریق داروهای ضد اسپاسم و ضد تشنج
3. استفاده از دستگاه تنفسی مصنوعی
4. تزریق واکسن فلج اطفال تزریقی
5. انجام تمرینات و فیزیوتراپی برای کمک به ماهیچه‌ها
6. استفاده از کمپرس‌های آب گرم برای تسکین درد ماهیچه‌ها
7. مصرف مسکن‌ها برای کاهش درد و همچنین داروهای ضدالتهاب غیراستروئیدی
8. مصرف مایعات
9. تزریق ایمونوگلوبولین وریدی داخل وریدی

## تاریخچه

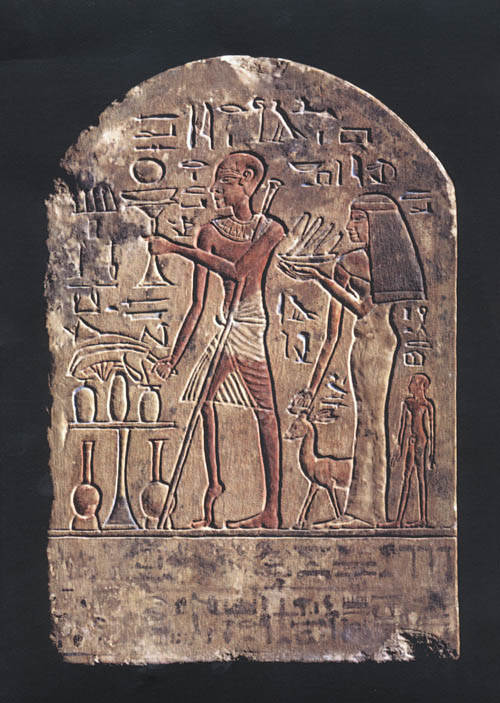
سنگ‌نگارهٔ مصری از فلج اطفال، دودمان هجدهم، ۱۴۰۳ تا ۱۳۶۵ پیش از میلاد

سنگ‌نگاره‌های مصری تصویر بیماران مبتلا به فلج اطفال را نشان داده‌اند. مطالعات پزشکی جدید از سال ۱۷۸۹ آغاز شده‌است.